# Лебејин
Лебејин (њем. Löbejün) град је у њемачкој савезној држави Саксонија-Анхалт. Једно је од 29 општинских средишта округа Зале. Према процјени из 2010. у граду је живјело 2.254 становника. Посједује регионалну шифру (AGS) 15088215.

## Географски и демографски подаци
Лебејин се налази у савезној држави Саксонија-Анхалт у округу Зале. Град се налази на надморској висини од 161 метра. Површина општине износи 20,5 km². У самом граду је, према процјени из 2010. године, живјело 2.254 становника. Просјечна густина становништва износи 110 становника/km².